# 甘肃省美术家协会
甘肃省美术家协会（简称甘肃省美协），是中华人民共和国甘肃省美术工作者组成的专业性人民团体，也是中国美术家协会在甘肃省的分会。

## 历史沿革
1949年9月，兰州美术工作者协会筹备委员会成立。1950年6月，并入甘肃省文联筹备委员会美术工作委员会。1951年7月，美术工作委员会举办抗美援朝捐献书画义卖展览。
1954年12月，省文联成立后，设美术工作者协会。1962年7月，省文联成立美术家协会筹备组。
1978年8月12日，中共甘肃省委批复同意成立中国美术家协会兰州分会。
1980年9月，在兰州召开第一次会员代表大会，正式成立中国美术家协会甘肃分会，选举理事54人，常务理事15人。
1993年，正式更名为甘肃省美术家协会。

## 历届组成人员

### 第一届
- 任期：1980年9月－1990年12月
- 主席：陈伯希
- 副主席：段文杰、陈兴华、耿汉、洪毅然、杨胜荣、朱冰
- 秘书长：

### 第二届
- 任期：1990年12月－2000年5月
- 名誉主席：陈伯希、段文杰、陈兴华
- 主席：朱冰
- 副主席：晓岗、耿汉、何鄂、娄溥义、李宝峰、王福曾、李永长、关友惠、郭文涛、罗承力、马芳华、莫建成
- 秘书长：李秀蜂

### 第三届
- 任期：2000年5月－2010年11月
- 名誉主席：朱冰
- 顾问：晓岗、何鄂、娄傅义、李宝峰
- 主席：莫建成
- 副主席：段兼善、李秀峰（专职）、韦博文、王铁成、张学乾、顾国建、林斌、张万凌（专职）、康金城、文岩、张卫平、樊威、杨立强、张大刚、李玉堂（2001年8月增补）
- 秘书长：张大刚（兼）

### 第四届
- 任期：2010年11月－2015年12月
- 名誉主席：陈伯希、莫建成、杨立强、何鄂
- 顾问：段兼善、康金成、李秀峰、张学乾、韦博文、赵保宁、周玉兰
- 主席：李宝堂[5]
- 副主席：张万凌、张大刚、樊威、林斌、顾国建、段新明、张卫平、李伟、岳嵘琪、桑吉才让、马刚、潘义奎、马江、巫卫东、蒋文忠、王晓银、王万成
- 秘书长：张大刚

### 第五届
- 任期：2015年12月－
- 名誉主席：陈伯希、莫建成、何鄂、杨立强
- 顾问：张万凌、林斌、顾国建、张卫平、岳嵘琪、马江、蒋文忠
- 主席：李宝堂
- 副主席：樊威、张大刚（驻会）、马刚、王万成、王晓银、巫卫东、李伟、张玉泉、张学智、段新明、桑吉才让、潘义奎、王联仁（2016年增补）、张芳（2017年4月增补）、王骁勇（2017年11月增补）
- 秘书长：俄玉楠